# Houda Lamzalaz
Houda Lamzalaz, née le 14 janvier 1992, est une escrimeuse marocaine.

## Carrière
Houda Lamzalaz est médaillée de bronze en sabre par équipes aux Championnats d'Afrique d'escrime 2008 à Casablanca. Elle est médaillée de bronze en sabre par équipes et en fleuret par équipes aux Championnats d'Afrique d'escrime 2009 à Dakar,.